# Christian Klem
Christian Klem (Graz, 21 aprile 1991) è un ex calciatore austriaco, di ruolo difensore.

## Carriera

### Club
Ha esordito nel 2008 con lo Sturm Graz.

### Nazionale
Nel 2011 viene convocato dalla nazionale Under-20 austriaca per prendere parte al campionato mondiale.

## Palmarès

### Club

#### Competizioni nazionali
- Coppa d'Austria: 1

Sturm Graz: 2009-2010
- Campionato austriaco: 1

Sturm Graz: 2010-2011